# Lilla Örvartjärnen
Lilla Örvartjärnen är en sjö i Karlskoga kommun i Värmland och ingår i Göta älvs huvudavrinningsområde. Sjön är 7 meter djup, har en yta på 0,009 kvadratkilometer och är belägen 235,6 meter över havet.